# Gevouwen handen

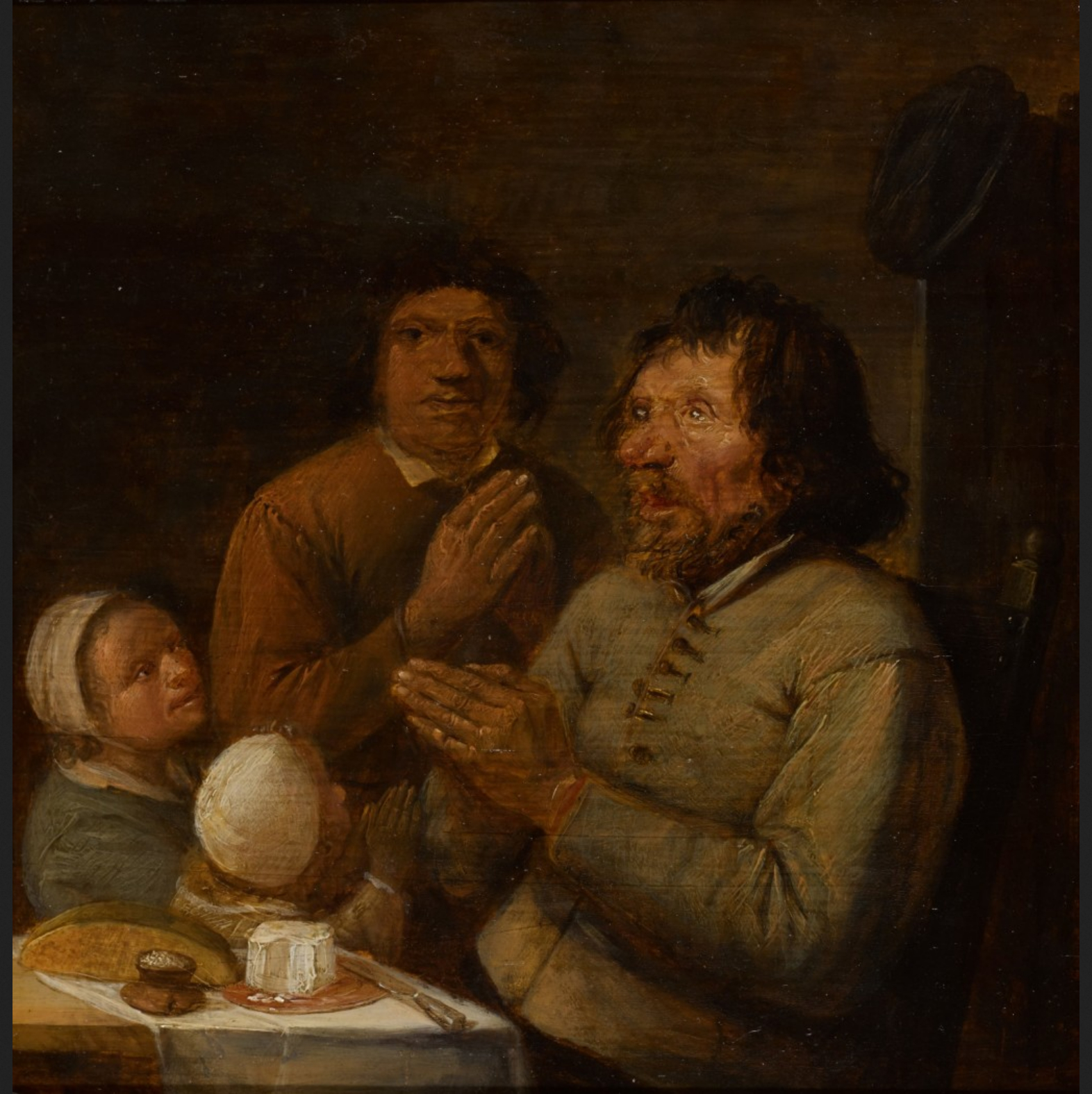
Een biddende familie, schilderij van Joos van Craesbeeck

Gevouwen handen is een gebaar dat in verschillende culturen voorkomt, waarmee respect naar anderen of naar supernatuurlijke wezens wordt aangegeven.

## Westerse cultuur
De gevouwen handen worden in het westen meestal geassocieerd met bidden, en meer specifiek de supplicatie waarmee om iets gevraagd wordt, meestal aan God.

## Zuid-Azië
In India en andere Zuid-Aziatische landen zijn de gevouwen handen een expressie van namasté.

## Japan
In Japan worden de gevouwen handen ook gebruikt om dank uit te spreken, bijvoorbeeld bij itadakimasu, de dankzegging voor het eten. 